# Непеталактол
Непеталактол е наименованието на химично съединение, съдържащо се в растението Actinidia polygama. Счита се, че то повишава нивата на β-ендорфините в кръвната плазма и има влияние върху μ-опиоидните рецептори, което обяснява типичното поведение на котките, когато се отъркват в растението – търкаляне, игривост, „еуфория“. Непеталактолът експериментално е доказан, че отблъсква някои видове комари.